# Yasushi Akutagawa
Yasushi Akutagawa (jap. 芥川 也寸志 Akutagawa Yasushi; ur. 12 lipca 1925 w Tokio, zm. 31 stycznia 1989 tamże) – japoński kompozytor.
Był trzecim synem pisarza Ryūnosuke Akutagawy. Studiował w latach 1943–1949 w wyższej szkole muzycznej w Tokio, ucząc się kompozycji, dyrygentury i gry na fortepianie. Do jego nauczycieli należeli Kunihiko Hashimoto i Akira Ifukube. W 1953 skomponował muzykę do, nagrodzonego Złotą Palmą i Oscarem, filmu Wrota piekieł w reżyserii Teinosuke Kinugasy. Od 1956 roku dyrygował orkiestrą symfoniczną, a w 1969 roku został dyrygentem Nowej Orkiestry Symfonicznej. W 1970 roku wybrano go sekretarzem stowarzyszenia kompozytorów japońskich.
Tworzył eklektyczną muzykę, głównie orkiestrową (m.in. Muzyka na orkiestrę 1950, Tryptyk na orkiestrę smyczkową 1953, Symfonia Erolla 1958, Gangaku no tame no iga na orkiestrę smyczkową 1966), a także kameralną (Muzyka na smyczki 1962), baletową i teatralną. W muzyce Akutagawy widoczny jest wpływ radzieckich kompozytorów Dmitrija Szostakowicza i Arama Chaczaturiana, z którymi utrzymywał osobistą znajomość.